# أيزياه كنان
أيزياه كنان (بالإنجليزية: Isaiah Canaan)‏ مواليد 2 مايو 1991 في بيلوكسي، هو لاعب كرة سلة محترف أمريكي بدأ مسيرته الاحترافية في سنة 2013 حيث تم اختياره من قبل فريق هيوستن روكتس خلال الدرافت، يلعب مع فريق فيلادلفيا سفنتي سيكسرز في الرابطة الوطنية لكرة السلة كلاعب هجوم خلفي ويحمل الرقم 0. يبلغ طوله 6 قدم 0 بوصة (1.8 م).

## إحصائيات المسيرة

### الموسم الاعتيادي
| السنة   | الفريق                 | لعب | بدأ | دقيقة | ميداني% | ثلاثية | حرة  | ارتداد | صنع | استلاب | تصدي | نقطة |
| ------- | ---------------------- | --- | --- | ----- | ------- | ------ | ---- | ------ | --- | ------ | ---- | ---- |
| 2013–14 | هيوستن روكتس           | 22  | 0   | 11.5  | .356    | .327   | .724 | 1.1    | 1.0 | .4     | .2   | 4.6  |
| 2014–15 | هيوستن روكتس           | 25  | 9   | 14.8  | .405    | .381   | .762 | 1.3    | 1.2 | .6     | .0   | 6.2  |
| 2014–15 | فيلادلفيا سفنتي سيكسرز | 22  | 12  | 25.9  | .377    | .364   | .846 | 2.5    | 3.1 | .7     | .1   | 12.6 |
| 2015–16 | فيلادلفيا سفنتي سيكسرز | 77  | 39  | 25.5  | .360    | .363   | .833 | 2.3    | 1.8 | .7     | .2   | 11.0 |
| المسيرة |                        | 146 | 60  | 21.6  | .368    | .363   | .818 | 2.0    | 1.8 | .6     | .1   | 9.4  |

## روابط خارجية
- أيزياه كنان على موقع إن بي أي (الإنجليزية)
- أيزياه كنان على موقع سبورتس رفرنس (الإنجليزية)
- أيزياه كنان على موقع كرة السلة الأوروبية.كوم (الإنجليزية)
- أيزياه كنان على موقع إي إس بي إن.كوم (الإنجليزية)
- أيزياه كنان على موقع كلية كرة السلة في سبورتس رفرنس.كوم (الإنجليزية)
- أيزياه كنان على موقع ريلجم (الإنجليزية)
- أيزياه كنان على موقع بروبوليرز (الإنجليزية)
- أيزياه كنان على موقع سبورتس رفرنس (الإنجليزية)
- أيزياه كنان على موقع سبورتس رفرنس (الإنجليزية)